# Joe Black Hayes
Joe Black Hayes, Sr. (ur. 20 września 1915 w Murfreesboro, zm. 9 grudnia 2013 tamże) – amerykański gracz oraz trener futbolu amerykańskiego.
Hayes grał dla Tennessee Volunteers. Był asystentem Charlesa „Bubbera” Murphyego w klubie Middle Tennessee State Blue Raiders.
Joe Black Hayes zmarł 9 grudnia 2013 w domu opieki w swoim rodzinnym mieście.